# Macromitrium bistratosum
Macromitrium bistratosum är en bladmossart som beskrevs av Edwin Bunting Bartram 1940. Macromitrium bistratosum ingår i släktet Macromitrium och familjen Orthotrichaceae. Inga underarter finns listade i Catalogue of Life.